# Paraseno

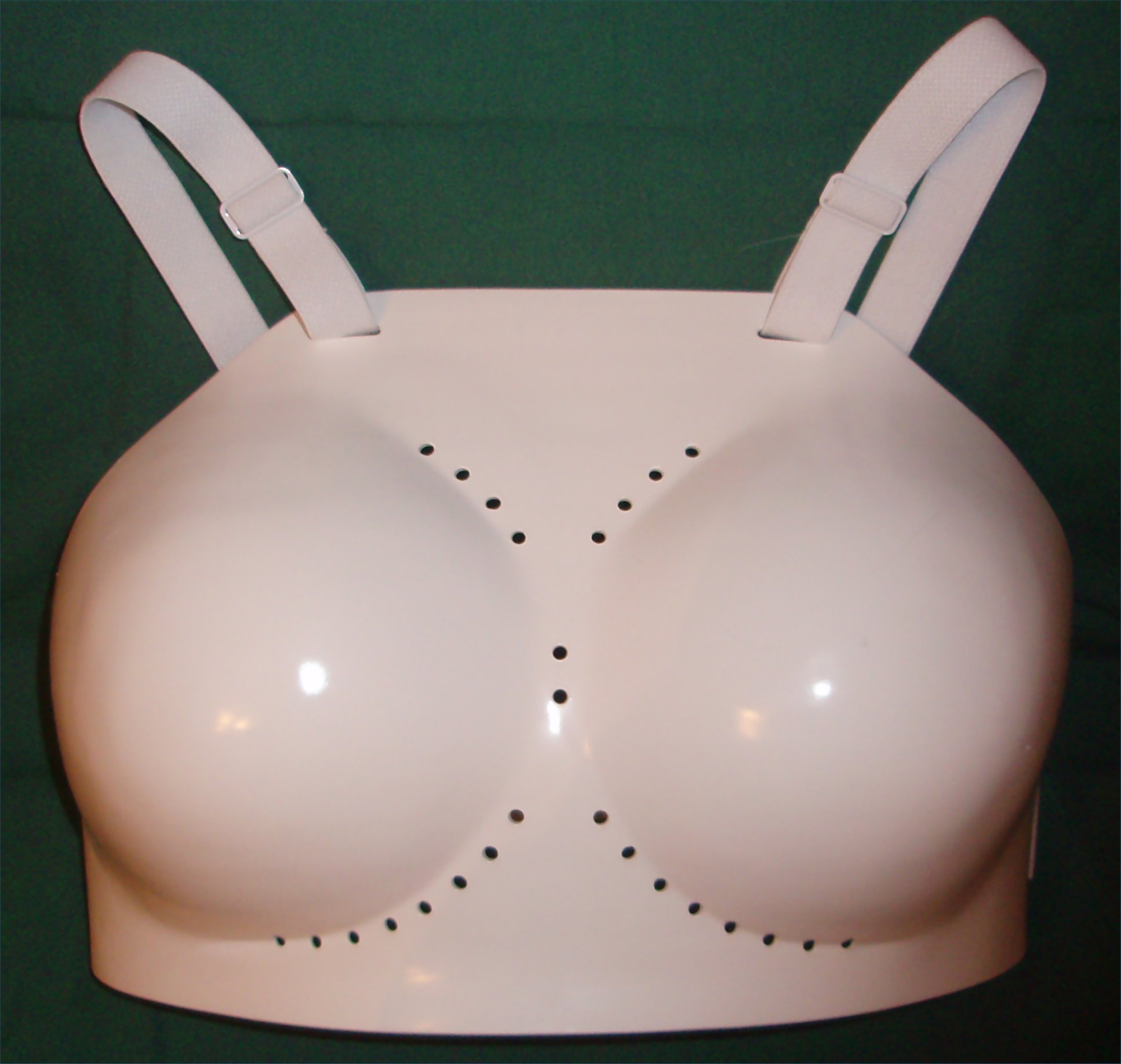
Paraseno

Il paraseno è un indumento femminile utilizzato per proteggere il seno da urti o abrasioni in molti sport. È generalmente costituito da un reggiseno sportivo nel quale sono inserite due coppe rigide in plastica. Esistono svariate forme costruttive a seconda della disciplina sportiva nel quale è utilizzato (arti marziali, boxe, scherma, tiro con l'arco, softball, pallacanestro ecc.)
A differenza delle protezioni in uso nel passato, i moderni paraseno sono leggeri, poco ingombranti e garantiscono piena libertà di movimento e la necessaria traspirazione della pelle. Il paraseno è consigliato in molti sport in cui la probabilità di un trauma della mammella è elevato; esso è obbligatorio per tutte le arti marziali, sebbene colpi diretti al seno siano solitamente considerati scorretti in quanto estremamente dolorosi.